# Episodi di The Office (prima stagione)
La prima stagione della serie televisiva The Office, composta da 6 episodi, è andata in onda negli Stati Uniti d'America dal 24 marzo al 26 aprile 2005 sul canale NBC.
In Italia è stata trasmessa dal 27 marzo 2006 dal canale satellitare Fox.
In chiaro la stagione è stata trasmessa dal 21 novembre al 5 dicembre 2012 in chiaro su Italia 2, mentre il primo episodio è stato trasmesso sempre il 21 novembre in orario pomeridiano, come anteprima di lancio, sul canale Italia 1.
| nº | Titolo originale | Titolo italiano     | Prima TV USA   | Prima TV Italia |
| -- | ---------------- | ------------------- | -------------- | --------------- |
| 1  | Pilot            | Un capo esemplare   | 24 marzo 2005  | 27 marzo 2006   |
| 2  | Diversity Day    | Integrazione        | 29 marzo 2005  | 3 aprile 2006   |
| 3  | Health Care      | Un piano perfetto   | 5 aprile 2005  | 10 aprile 2006  |
| 4  | The Alliance     | Festa di compleanno | 12 aprile 2005 | 17 aprile 2006  |
| 5  | Basketball       | Giochi di potere    | 19 aprile 2005 | 24 aprile 2006  |
| 6  | Hot Girl         | Pazzi per Katy      | 26 aprile 2005 | 1º maggio 2006  |

## Un capo esemplare
- Titolo originale: Pilot
- Diretto da: Ken Kwapis
- Scritto da: Ricky Gervais, Stephen Merchant e Greg Daniels

### Trama
Nella sede di Scranton, Pennsylvania, della Dunder Mifflin, azienda statunitense impegnata nel settore della vendita di carta, prendono avvio le riprese di un documentario incentrato sulla vita d'ufficio, e sull'amministrazione della filiale stessa ad opera del regional manager Michael Scott. Fanno la loro prima comparsa i vari membri dell'ufficio, tra cui Pam Beesly, una segretaria con la passione per il disegno, Jim Halpert, un venditore abituato a tendere scherzi ai propri colleghi, Dwight Schrute, anch'egli venditore nonché assistente al regional manager, e Ryan Howard, un impiegato appena assunto a tempo determinato.
In apertura di puntata, Michael viene informato dal proprio superiore, Jan Levinson-Gould, che la compagnia sta andando incontro ad un ridimensionamento, con possibile chiusura di una delle filiali del nord-est. Tuttavia, Michael, pur informando i dipendenti del rischio di downsizing, dà poco peso al problema, dimostrandosi noncurante nei confronti del rendimento generale della propria sede, ed anzi continuando a tormentare come di consueto i propri subordinati con scherzi di dubbio gusto. Nel frattempo, le telecamere mettono in evidenza i comportamenti di Jim, che continua a tendere scherzi a Dwight, e si dimostra molto legato a Pam, con cui spesso si ritrova a parlare in orario lavorativo: presto si deduce che il ragazzo cova un certo interesse per la segretaria, che però è fidanzata ufficialmente con Roy Anderson, un magazziniere anch'egli della Dunder Mifflin di Scranton, e considera pertanto Jim solamente come un amico molto stretto.
- Altri interpreti: David Denman (Roy Anderson), Melora Hardin (Jan Levinson-Gould), B. J. Novak (Ryan Howard), Rainn Wilson (Dwight Schrute), John Krasinski (Jim Halpert), Jenna Fischer (Pam Beesly), Steve Carell (Michael Scott)

## Integrazione
- Titolo originale: Diversity Day
- Diretto da: Ken Kwapis
- Scritto da: B. J. Novak

### Trama
Negli uffici della Dunder Mifflin sta venendo organizzato il Diversity Day, una ricorrenza atta a sottolineare l'importanza della tolleranza interpersonale sul posto di lavoro: l'azienda manda infatti il signor Brown per tenere una conferenza sul tema della diversità. Non convinto dalla conferenza di Brown, Michael deciderà di organizzare un proprio incontro sulla diversità, dimostrando però di avere molti pregiudizi e considerazioni stereotipate nei confronti delle persone di diversa nazionalità ed etnia, come Oscar Martinez e Kelly Kapoor, impiegati di origini rispettivamente messicana ed indiana. Durante questa seconda seduta, Michael organizza un gioco: assegna ad ogni partecipante una nazionalità o etnia, senza che le stesse persone lo sappiano, con l'obiettivo per ogni partecipante di indovinare la propria "identità" in base alle descrizioni fornite dagli altri sfidanti, facendo inevitabilmente precipitare gli eventi.
Nel corso della stessa giornata, Jim si ritrova impegnato nella gestione di un affare con il signor Decker, un cliente abituale: Jim stesso sostiene che tale affare, che egli conduce una volta all'anno, gli frutta circa un quarto dei ricavi totali dal proprio incarico. Questa volta, tuttavia, Jim perde il cliente, a causa dell'intromissione di un altro collega, ma un momento di dolcezza con Pam lo consolerà completamente.
- Altri interpreti: Oscar Nuñez (Oscar Martinez), Mindy Kaling (Kelly Kapoor)

## Un piano perfetto
- Titolo originale: Health Care
- Diretto da: Ken Whittingham
- Scritto da: Paul Lieberstein

### Trama
Michael viene incaricato da Jan di scegliere un nuovo, economico piano di assicurazione sanitaria per i propri dipendenti, ma si rivela riluttante nello scegliere un'opzione che potrebbe risultare svantaggiosa per i lavoratori: decide così di assegnare l'incarico a Dwight. Di fronte alle scelte drastiche di Dwight, Michael promette una sorpresa ai propri dipendenti, per lavarsi le mani dalla faccenda. Tra le varie opzioni tentate invano, il manager decide di offrire a ciascun dipendente dei panini farciti con gelato: gli impiegati continuano tuttavia ad aspettarsi una grossa sorpresa, e Michael finirà inevitabilmente per deluderli.
Nel frattempo, a causa dei modi sgarbati di Dwight, che chiede ai propri colleghi di elencare anonimamente i propri problemi sanitari, Jim e Pam decidono di tendergli uno scherzo, inserendo nella lista malattie inventate, scatenando le ire del collega, che si rivolge addirittura a Jan per chiedere invano di poter licenziare Jim.

## Festa di compleanno
- Titolo originale: The Alliance
- Diretto da: Bryan Gordon
- Scritto da: Michael Schur

### Trama
Di fronte agli spettri dell'accorpamento e della perdita del posto di lavoro, Dwight alza la guardia, e propone di stringere un'alleanza segreta a scopo di sopravvivenza a Jim, che accetta per puro divertimento, arrivando ad assecondare le sue infondate paranoie, con la complicità di Pam. I due spingono infatti Dwight a credere che sia in atto una vera e propria cospirazione che coinvolge anche la sede di Stamford: resosi conto però dello scherzo, Dwight renderà pan per focaccia a Jim quando quest'ultimo finirà vittima di uno scatto di gelosia di Roy.
Michael, invece, per stemperare il clima di tensione, incarica il party planning committee dell'ufficio di organizzare una festa di compleanno per Meredith, al cui reale compleanno manca però un mese. In occasione della stessa festa, Michael cercherà di preparare il biglietto d'auguri più divertente tra tutti, scegliendo tuttavia battute scadenti che finiranno per mortificare la festeggiata stessa e rovinarle la festa.
- Altri interpreti: Kate Flannery (Meredith)

## Giochi di potere
- Titolo originale: Basketball
- Diretto da: Greg Daniels
- Scritto da: Greg Daniels

### Trama
Michael decide di organizzare una sfida amichevole a pallacanestro tra i propri dipendenti ed i colleghi del magazzino della Dunder Mifflin, capeggiati da Darryl Philbin, finendo per mettere in palio un'importante posta: la squadra perdente dovrà lavorare di sabato, a causa dell'arrivo del programmato arrivo di alcuni uomini dell'azienda. La squadra dell'ufficio riesce a tenere testa ai magazzinieri, grazie alla bravura di Jim, Ryan e Dwight e nonostante le pessime giocate di Michael e Stanley. Quando la propria squadra va in vantaggio, Michael sfrutta un fallo innocente per dichiarare conclusa la partita: i magazzinieri si accorgono tuttavia dell'inganno, e Michael, spaventato e colto in flagrante, lascia a loro la giornata di riposo.
- Altri interpreti: Craig Robinson (Darryl Philbin), Leslie David Baker (Stanley)

## Pazzi per Katy
- Titolo originale: Hot Girl
- Diretto da: Amy Heckerling
- Scritto da: Mindy Kaling

### Trama
In ufficio arriva Katy, una giovane venditrice di borse, che Michael accoglie con il solo scopo di rimediare un appuntamento con lei. Nel tentativo di flirtare con Katy, Michael la presenta ai vari colleghi d'ufficio, destando gli interessi di Toby Flenderson, Kevin Malone, Roy e soprattutto Dwight, che si rivolgerà a Jim per ricevere consigli su come conquistare Katy, fallendovi completamente. Nel frattempo, Michael riesce a fatica ad invitare Katy per un passaggio a casa a fine giornata, costringendo Ryan ad aiutarlo a sistemare la sua auto.
Nonostante l'iniziale disinteresse nei confronti della nuova arrivata, Jim, convintosi sempre più di non avere chances con Pam a causa di Roy, decide di farsi avanti con Katy, e rimedia a sorpresa un appuntamento con lei per il weekend. A fine giornata, Jim e Katy si allontanano dagli uffici assieme, sotto lo sguardo deluso di Michael e quello pensieroso di Pam.
- Altri interpreti: Paul Lieberstein (Toby Flenderson), Amy Adams (Katy), Brian Baumgartner (Kevin Malone)